# Karin Edvall
Karin Elisabet Edvall, född 24 december 1959 i Umeå, är en svensk författare, bibliotekarie och arkivarie.
Hon är född och uppvuxen i Umeå, men bosatt i Göteborg. Hon är utbildad bibliotekarie och arkivarie och debuterade 2002 med dokumentären, och tillika faktaboken i kvinnohistoria, De bortglömdas skuggor, som skildrar tolv kvinnors liv från 1700- och 1800-talets Sverige, baserat på autentiskt arkivmaterial. Karin Edvall har även skrivit fyra romaner, Med den Ondes hjälp (2004) skildrar ett blodigt mord i 1800-talets Göteborg, Spåren efter Tora (2006) handlar om en farmor och hennes barnbarn och uppvisar starka självbiografiska drag, Vinkelgatan 53 (2010) kretsar kring ett dödsfall i ett hus, och På spaning efter Deborah (2011) rör sig i gränslandet mellan yttre och inte verklighet. 